# Громобой (Marvel Comics)
Громобой (англ. Thunderball) — суперзлодей американских комиксов издательства Marvel Comics, созданный сценаристом Леном Уэйном и художником Сэл Бьюсемой, который впервые появился в комиксе The Defenders #17 (ноябрь, 1974). 
Доктор Элиот Август Франклин (англ. Dr. Eliot Augustus Franklin) является одним из самых умных персонажей вселенной Marvel, обладающим обширными познаниями в области гамма-излучения. Он создал миниатюрную гамма-бомбу и был вынужден совершать грабежи, чтобы финансировать свои исследования на вырученные деньги. В тюрьме он познакомился с Бульдозером и Забивальщиком, а также с Крушителем, который поделился с ними своей силой с помощью зачарованного лома, после чего все четверо сформировали команду Крушители, одну из старейших команд суперзлодеев. В дальнейшем стали наёмниками и противостояли таким супергероям, как Халк, Мстители, Защитники, Люди Икс, Человек-паук, Фантастическая четвёрка и отряд Омега. Также Крушители оказывали содействие таким командам суперзлодеев, как Громовержцы и Повелители Зла.
С момента своего первого появления в комиксах персонаж фигурировал в других медиа по мотивам продукции Marvel Comics, включая мультсериалы и видеоигры.

## Вне комиксов

### Телевидение
- Впервые на телевидении Громобой появляется в мультсериале «Супергеройский отряд» (2009) в эпизоде «Сверхлюдям свойственно ошибаться!», где его озвучил Алими Баллард[12].
- Гэри Энтони Уильямс озвучил Громобоя в мультсериале «Мстители: Величайшие герои Земли» (2010)[12].
- В мультсериале «Великий Человек-паук» (2012) Громобоя озвучил Чи Макбрайд[12].
- Фред Таташор озвучил Громобоя в мультсериале «Мстители, общий сбор!» (2013)[12].
- Первоначально в мультсериале «Халк и агенты У.Д.А.Р.» (2013) Громобоя вновь озвучил Таташор, однако затем его заменил Джонатан Адамс[12].
- В аниме «Мстители: Дисковые войны» (2014) Громобоя озвучил Тосихиро Окубо[12].

#### Кинематографическая вселенная Marvel
Громобой появляется в сериале «Женщина-Халк: Адвокат» (2022), действие которого разворачивается в рамках «Кинематографической вселенной Marvel», где его сыграл Джастин Итон. Помимо членства в Крушителях он также состоит в рядах Интеллигенции. В отличие от комиксов здесь Громобой использует асгардский цеп. По словам режиссёра Кэт Койро, в сцене нападения на Дженнифер «исполняется желание любой женщины на свете», когда героиня даёт отпор напавшим на неё преступникам в тёмном переулке. 

### Видеоигры
- В игре Marvel: Ultimate Alliance (2006) Громобой и другие члены его команды сражаются с протагонистами на одном из уровней. В игре его вновь озвучил Таташор[12].
- Громобой — один из боссов игры Marvel Avengers Alliance (2012) для Facebook.